# Gerardo Morales
Gerardo Rubén Morales (Salta, 18 de julio de 1959) es un contador público, docente, y político argentino que ejerció como gobernador de la provincia de Jujuy entre 2015 y 2023, por dos períodos consecutivos. 
Por dicha fuerza fue elegido diputado provincial dentro de la legislatura jujeña entre 1989 y 2000. Ejerció brevemente como secretario de Desarrollo Social durante el gobierno de Fernando de la Rúa (2000-2001), año en el cual fue elegido senador nacional por la mayoría de Jujuy, siendo reelegido por la minoría en 2005 y 2011. Durante este período, fue visto como uno de los principales referentes del radicalismo jujeño y de la oposición al Partido Justicialista (PJ), que gobernaba ininterrumpidamente la provincia desde 1983. Fue candidato a gobernador de Jujuy en tres ocasiones, 1995, 1999, y 2003, sin resultar elegido. En 2007 fue candidato a vicepresidente de la Nación Argentina como compañero de fórmula de Roberto Lavagna, ubicándose el binomio en tercer lugar.
En 2015 volvió a contender por la gobernación jujeña contra Eduardo Fellner, mandatario en ejercicio, apoyado por un frente electoral denominado Cambia Jujuy, con Carlos Haquim como compañero de fórmula. En esta ocasión triunfó por amplio margen -el 58,13%- y asumió el 10 de diciembre, consagrándose como el primer gobernador jujeño de extracción radical desde Horacio Guzmán en la década de 1960, y el primer no peronista de la provincia desde la restauración de la democracia.
Resultó reelegido para el cargo en 2019, aunque por un margen menor, con mandato hasta el 10 de diciembre de 2023. La segmentación de la oposición peronista en distintos frentes fue un factor decisivo en el resultado.
En las elecciones primarias de 2023, Morales fue el precandidato a vicepresidente de Horacio Rodríguez Larreta por Juntos por el Cambio, perdiendo finalmente contra el binomio de Patricia Bullrich y Luis Petri.

## Primeros años
Morales nació el 18 de julio de 1959, nieto de inmigrantes bolivianos. Mientras que algunas fuentes afirman que nació en San Salvador de Jujuy, otras sitúan su lugar de nacimiento en la ciudad de Salta, capital de la provincia homónima vecina. Él mismo, sin embargo, ha declarado que desea que se lo considere "jujeño". Cursó sus estudios universitarios en la Universidad Nacional de Jujuy (UNJu), donde se recibió de contador público a principios de la década de 1980, ejerciendo también como docente en la misma institución. Durante este período, que vio la recuperación e instauración definitiva de la democracia en la Argentina en 1983, comenzó su militancia política dentro de la Franja Morada, agrupación universitaria ligada a la Unión Cívica Radical (UCR), partido gobernante a nivel nacional con Raúl Alfonsín como presidente.

## Carrera política

### Carrera temprana
A finales de la década comenzó a destacar dentro de la política provincial jujeña. El 14 de mayo de 1989 resultó elegido diputado provincial de Jujuy con el 16.87% de los votos, ubicándose la lista que integraba en segundo lugar detrás de la del Partido Justicialista (PJ), y asumiendo el 10 de diciembre del mismo año. En 1991 fue candidato a vicegobernador en fórmula con Humberto Salum,con el 24.73% de los votos, no lograron acceder a la gobernación debido al sistema de doble voto simultáneo. Resultaría reelegido diputado con el 25.52% en 1993 y con el 36.27% en 1997, sin completar este último mandato debido a su decisión de asumir un cargo nacional como Secretario de Desarrollo Social de la Nación. Entre julio de 2000 y agosto de 2001 se desempeñó como Secretario de Desarrollo Social de la Nación durante la presidencia de Fernando De la Rúa.

### Candidaturas a gobernador

#### Elecciones de 1995
Tras su reelección como diputado provincial en 1993, Morales incrementó su influencia dentro del radicalismo jujeño, llegando a ser candidato a la gobernación en las elecciones provinciales de 1995. En aquel entonces regía el controvertido sistema de doble voto simultáneo o ley de lemas. El mismo establecía que cada partido contendiente era un "lema", el cual podía presentar varias candidaturas simultáneas o "sublemas". Los votos de cada sublema se sumarían al total del voto obtenido por el lema en cuestión. El lema más votado sería el ganador, y el candidato por el sublema más votado dentro de dicho lema sería quien resultara elegido,  bajo dicho esquema electoral el candidato ganador no tenía que ser necesariamente el más votado. Sin embargo, Morales configuró un alianza con otros partidos de centroizquierda denominada "Frente Cívico", que presentó un sublema con su candidatura y otro con la de Pedro Figueroa, del Movimiento de Renovación Cívica (MORECI). Hugo Cid Conde fue el compañero de fórmula y candidato a vicegobernador de Morales.
En medio de la fragmentación provocada por la presencia de cuatro contendientes relativamente fuertes (el PJ, la UCR, el Movimiento Popular Jujeño, y la Fuerza Republicana) así como los distintos sublemas presentados por cada parido, Morales fue el candidato más votado con el 29.95% de los votos, un aumento destacable con respecto al 24.73% logrado por Humberto Salum en la elección anterior. Sin embargo, la sumatoria de los sublemas justicialistas dio la victoria a Guillermo Eugenio Snopek, derrotando por escaso margen al gobernador saliente Oscar Perassi, con el total del justicialismo recibiendo el 54.82% de los votos. Si bien reconoció el resultado electoral, Morales denunció que tenía constancias que implicaban la entrega irregular de documentos, así como posibles casos de personas que votaron varias veces.[cita requerida] El propio candidato ganador, Snopek, afirmó saber de «altos funcionarios» del gobierno de Perassi implicados en «prácticas fraudulentas».

#### Elecciones de 1999
Mientras que el sistema de lemas logró impedir hasta cierto punto la fragmentación de los partidos políticos jujeños, la presencia de varios candidatos por un mismo lema dio como resultado gobiernos de escasa legitimidad, así como varias pujas internas dentro de los mismos partidos. Entre 1990 y 1999 ninguno de los gobernadores elegidos logró completar su mandato, llegándose incluso a casos de acefalía completa. Tanto el MPJ como la Fuerza Republicana sufrieron igualmente crisis internas. La UCR era, por lejos, el partido más unificado de la provincia, [cita requerida]bajo la figura de Morales. Con la fundación en 1997 de la Alianza para el Trabajo, la Justicia y la Educación, Morales se convirtió en uno de los principales referentes de la misma en Jujuy, luego de que el MPJ resolviera apoyar su candidatura tras su magro resultado anterior, y que el MORECI decidiera prolongar su alianza con el radicalismo. El Frente País Solidario, todavía muy débil en la provincia, apoyó una segunda candidatura de Morales. Fuerza Republicana, por su parte, optó por apoyar al PJ, presentando la candidatura de Horacio Conesa Mones Ruiz para gobernador dentro de un sublema justicialista. Únicamente la Alianza y el PJ presentaron lemas, por lo que fue una cerrada pelea entre tan solo dos fuerzas.
El candidato del justicialismo fue Eduardo Fellner, gobernador interino desde noviembre de 1998. Fellner gozaba de amplios apoyos por haber estabilizado la provincia luego de casi una década de crisis. Morales, sin embargo, contaba con el beneficio del debilitamiento del PJ a nivel nacional y la elección del radical Fernando de la Rúa como presidente, realizándose las elecciones provinciales el 24 de octubre, al mismo tiempo que las presidenciales, con lo que esperaba que los votos de De la Rúa lo beneficiaran. Otras cuatro fórmulas se presentaron en los lemas de la Alianza y el PJ, siendo Vicente Rodríguez de la Rúa el único competidor interno de Morales, y el senador Alberto Tell la principal competencia interna de Fellner. En una competencia ajustadísima, Morales volvió a ser el candidato más votado, esta vez con el 47.98% de los votos, seguido por Fellner con el 44.84%, en lo que fue la elección más polarizada entre dos candidatos hasta el momento. A pesar de la clara ventaja de Morales, el lema del PJ venció al lema de la Alianza con el 50.57% de los votos contra el 49.43% de la lista opositora.
Morales se negó automáticamente a reconocer el resultado y se declaró ganador, exigiendo la nulidad de los comicios, afirmando que se había cometido fraude electoral. Fortalecido por el triunfo de De la Rúa a nivel nacional, Morales organizó una serie de masivas manifestaciones contra el resultado en San Salvador de Jujuy. Aunque finalmente el resultado electoral fue respetado y Fellner asumió un mandato completo, la presión ejercida por Morales, sumada a la inminente jura de De la Rúa como presidente, llevaron a que la legislatura jujeña derogara unánimemente la ley de lemas el 29 de noviembre, once días antes de la asunción de las autoridades electas, retornándose al escrutinio mayoritario simple como sistema electoral.

#### Elecciones de 2003
Tras la crisis de diciembre de 2001, que llevó a la renuncia adelantada de De la Rúa y al retorno del peronismo al poder, Morales, que ejercía como senador nacional elegido en octubre, retornó a Jujuy para lanzar nuevamente su candidatura a gobernador en 2003. A pesar del alto voto en blanco y anulado durante las elecciones legislativas, Morales había derrotado al justicialismo por cinco puntos en la contienda por el Senado, por lo que se consideraba inicialmente que la elección sería competitiva, a pesar de la crisis experimentada por la Unión Cívica Radical en todo el país, configurando una nueva alianza con el MPJ denominada "Frente Jujeño". Sin embargo, Fellner también estaba muy fortalecido debido a que sería el primer mandatario jujeño en dieciséis años que finalizaría su mandato constitucional. Al mismo tiempo, el fin del sistema de lemas le había permitido consolidar su hegemonía sobre el PJ jujeño, y mantenía muy estrechos vínculos con Néstor Kirchner, recientemente elegido presidente. Mientras que Fellner basó su campaña en el crecimiento económico que la provincia experimentaba bajo su gestión, Morales criticó el rendimiento del gobierno en los campos de la salud y la educación, afirmando que la provincia se encontraba en un "estado desastroso". Morales cuestionó el endeudamiento creciente del estado provincial, así como el aumento del desempleo, la situación nacional y el papel personal de Morales en el gobierno de De la Rúa afectaron negativamente a la alianza opositora. Morales resultó derrotado por veinte puntos, obteniendo el 35.15% de los votos.

### Secretario de Desarrollo Social
El 22 de julio de 2000 fue nombrado Secretario de Desarrollo Social de la Nación en el gobierno del radical Fernando de la Rúa, en el marco de la Alianza para el Trabajo, la Justicia y la Educación. Morales se definió a sí mismo como alfonsinista, provocando la especulación de los medios de comunicación de que habría accedido al cargo en un intento de De la Rúa de relajar su relación con Alfonsín, que semanas antes del nombramiento de Morales había calificado su gestión presidencial como «lenta». La cartera de Desarrollo era considerada clave debido a la crisis económica y política en curso, que continuaría profundizándose hasta el abrupto final del gobierno de De la Rúa.

### Labor parlamentaria

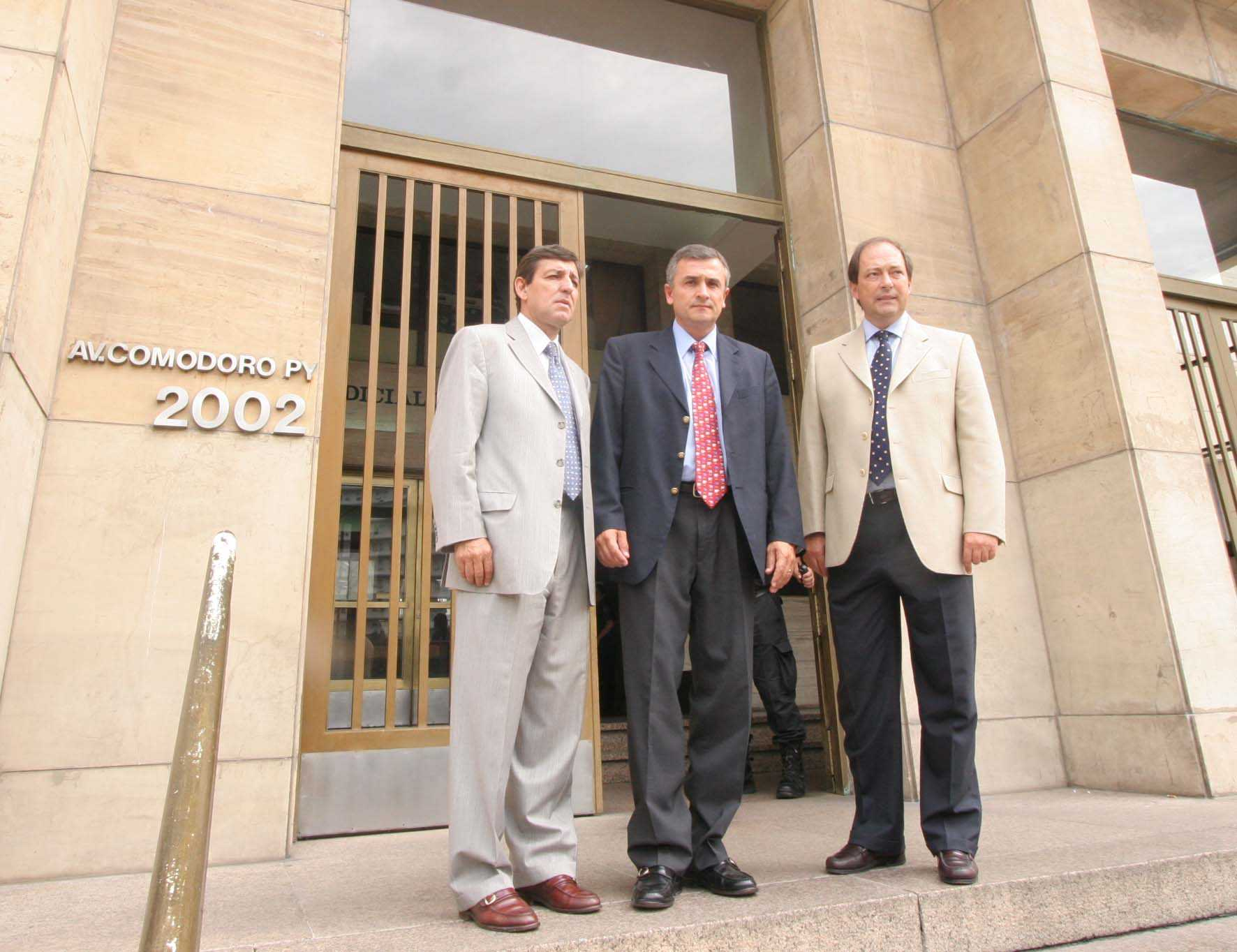
Morales junto a los legisladores Alejandro Nieva y Ernesto Sanz, ambos también radicales, ingresando al tribunal federal luego de denunciar a Ricardo Jaime, Secretario de Transporte del gobierno de Néstor Kirchner, por mal desempeño en sus funciones, febrero de 2005.

Morales abandonó su cargo de Secretario de Desarrollo Social para presentarse como primer candidato a Senador Nacional por Jujuy en las elecciones legislativas de 2001, con Lilia Mónica Arancio como candidata a segunda Senadora. A pesar de la complicada situación del gobierno, y del alto voto en blanco y anulado, Morales obtuvo la victoria con el 40.80% de los votos, superando a la lista justicialista encabezada por Guillermo Raúl Jenefes, que logró el 35.18%. De este modo, Morales y Arancio resultaron elegidos por la mayoría. Dado que se renovaba la totalidad del Senado, y que este se renovaría escalonadamente por tercios a partir de entonces, los tres senadores jujeños solo cumplirían dos tercios del mandato de seis años, es decir, cuatro años (10 de diciembre de 2001 - 10 de diciembre de 2005). El gobierno de De la Rúa colapsó diez días después de la asunción de los legisladores elegidos, el 20 de diciembre de 2001. Morales sería reelegido como senador en 2005 y 2011, aunque en ambos casos por la minoría ante la victoria de candidatos justicialistas, con el 31.14% y el 29.14% de los votos respectivamente.
Durante su período como senador, Morales impulsó un pedido de informes sobre jefe del Ejército, general César Milani, de enriquecimiento ilícito y de llevar adelante actividades de inteligencia desde el Edificio Libertador. En septiembre del 2013 se promulgó la Ley 26.891 de su autoría, que declara a la provincia de Jujuy «Capital Nacional de la Pachamama» (Madre Tierra). El Director Nacional del área de pensiones en la provincia, señaló en 2014 que recibieron denuncias desde distintos puntos de la provincia indicando que Morales estaba enviando cartas atribuyéndose el otorgamiento o la agilización del trámite.
En julio de 2010, votó a favor de la ley que garantizaría el matrimonio entre personas del mismo sexo, postura que compartió con el entonces presidente del partido, el mendocino Ernesto Sanz, a pesar de que la mayoría del bloque radical votó en contra.
Ha sido elegido por la revista especializada Parlamentario como «Senador Laborioso» de la Nación en once ocasiones consecutivas, desde 2004 hasta 2014, y fue premiado como el «Mejor Senador» en 2006 y 2014. Fue distinguido también con el Premio Parlamentario 2015 por su labor en el Congreso de la Nación.  Condujo el Bloque de Senadores de la Unión Cívica Radical entre diciembre de 2009 y fines del 2011. Durante 2012, fue vicepresidente de la cámara alta, presidiendo nuevamente el bloque radical en reemplazo de Ernesto Sanz.

### Presidencia de la Unión Cívica Radical

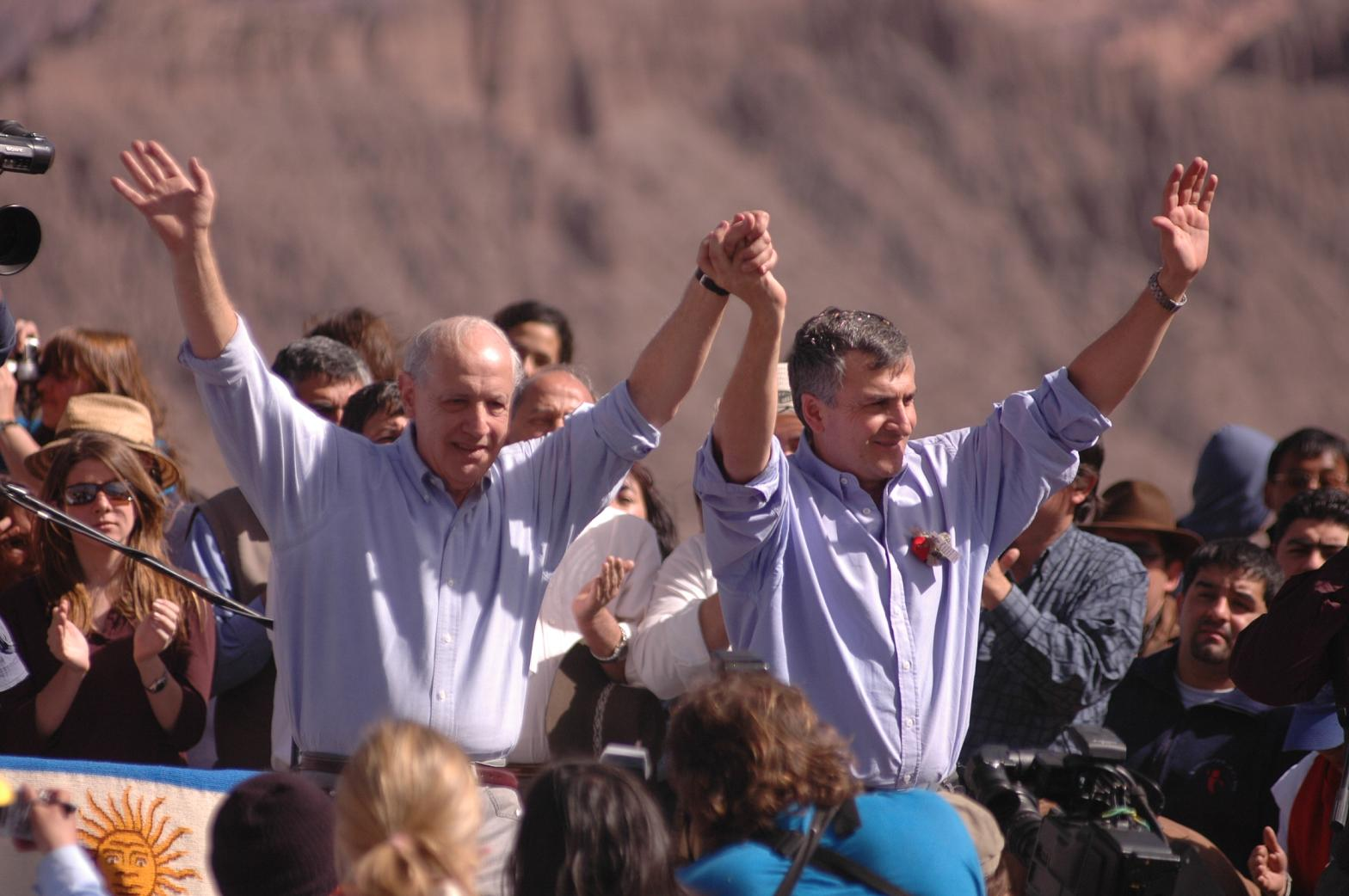
Morales junto a Roberto Lavagna durante el lanzamiento de campaña de la coalición Una Nación Avanzada en Tilcara, Jujuy.

Morales asumió la presidencia del Comité Nacional de la Unión Cívica Radical el 14 de noviembre de 2006, de manos de Roberto Iglesias, en medio de una profunda crisis interna que sufría el partido ante las divisiones que lo afectaban. Mientras que el radicalismo había logrado muy buenos resultados provinciales, llegando a vencer en hasta siete elecciones gubernativas entre 2003 y 2005, todavía obtenía muy pobres resultados como fuerza nacional, habiendo quedado en sexto lugar en las elecciones presidenciales de 2003 y perdiendo varios votos aunque manteniendo la segunda fuerza en las legislativas de 2005. Esta antinomia amenazó una ruptura del partido, pues la mayoría de los gobernadores radicales optaron por una postura de concertación con el gobierno del justicialista Néstor Kirchner. A este sector se le denominó "Radicales K", y era encabezado por Julio Cobos, gobernador de Mendoza. El fracaso de Iglesias, predecesor de Cobos en la gobernación mendocina, para evitar que el partido en su propio distrito se fragmentara, fue un factor determinante en su renuncia. Cobos sería posteriormente candidato a vicepresidente en el kirchnerista Frente para la Victoria en las elecciones venideras, secundando a Cristina Fernández de Kirchner.
De cara a las elecciones presidenciales, Raúl Alfonsín impulsó una coalición con Roberto Lavagna, que hasta finales de 2005 había sido Ministro de Economía y era visto como uno de los principales responsables de la exitosa salida de Argentina de la crisis hasta su ruptura con el presidente. Esto motivó un segundo debate, entre apoyar al gobierno kirchnerista, apoyar a Lavagna, o concurrir a los comicios con una fórmula propia. La dimisión de Iglesias, partidario de esta última opción, llevó a Morales a la presidencia del partido, encargándose de mantener un planteo firmemente opositor al kirchnerismo y sellar la alianza con Lavagna, denominada "Concertación para Una Nación Avanzada" (UNA). Otro sector de la UCR en la provincia de Buenos Aires, liderado por Margarita Stolbizer, rechazó apoyar a Lavagna y en su lugar fundó el partido Generación para un Encuentro Nacional (GEN) y se unió a la Coalición Cívica que postulaba a Elisa Carrió. De este modo, Lavagna se convirtió en el primer candidato de la UCR en no estar afiliado al partido. Morales, por su parte, concurrió como su compañero de fórmula y candidato a vicepresidente, confirmándose el binomio públicamente el 7 de junio.

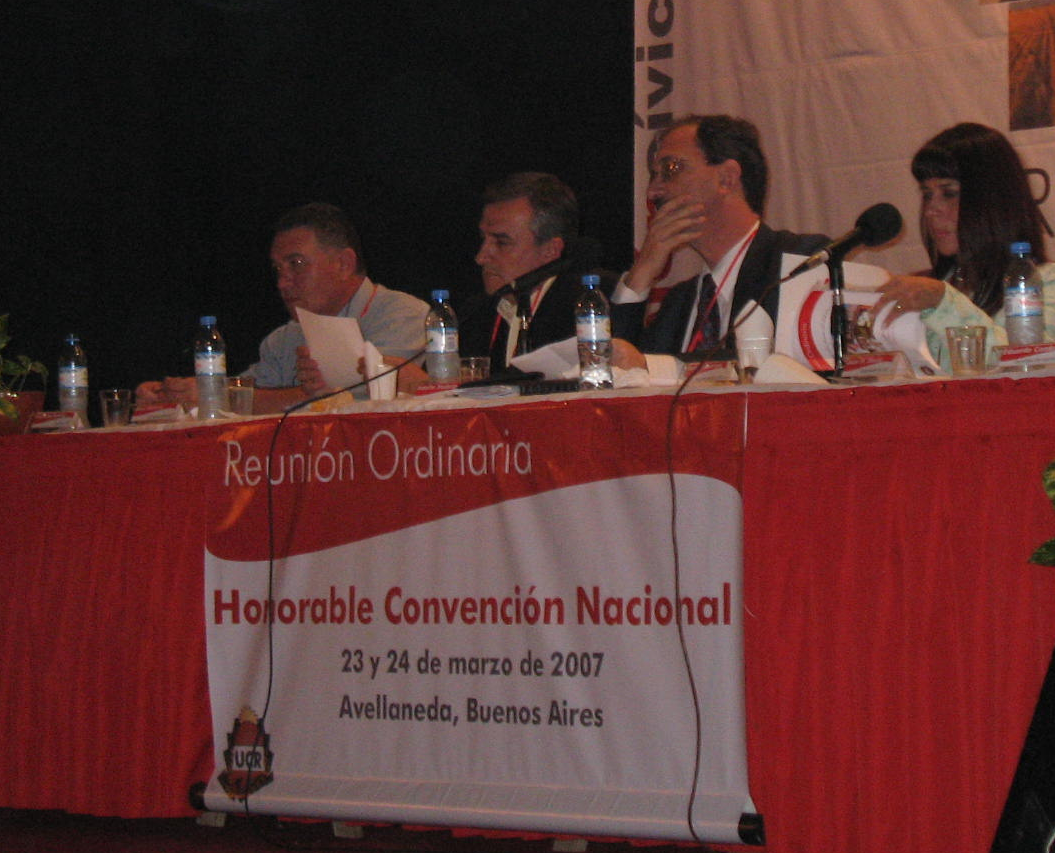
Morales (segundo a la izquierda) durante la Convención Nacional de marzo de 2007.

El lanzamiento de la campaña de la coalición UNA tuvo lugar precisamente en la provincia de origen de Morales, Jujuy, más concretamente en la ciudad de Tilcara, el 21 de julio de 2007. El gesto pretendía ser simbólico, y la fórmula completó la proclamación presentándose tanto en la provincia más al norte del país como en la zona más austral, finalizando en el Faro del Fin del Mundo, en la provincia de Tierra del Fuego, Antártida e Islas del Atlántico Sur, el 24 de julio.
Las elecciones tuvieron lugar el 28 de octubre de 2007 con un amplio triunfo en primera vuelta para Cristina Fernández de Kirchner con el 45.28% de los votos, seguido por el 23.05% de Elisa Carrió y solo un 16.91% de la fórmula Lavagna-Morales. El radicalismo se vio afectado por la falta de apoyo en la Capital Federal y la provincia de Buenos Aires, donde la mayor parte de la estructura partidaria había desertado a la coalición de Carrió junto con Stolbizer. La coalición radical solo se impuso en la provincia de Córdoba. En las elecciones provinciales jujeñas, que tuvieron lugar el mismo día, el radicalismo tuvo un pobre desempeño con la candidatura de Alejandro Nieva, que se ubicó tercero detrás de dos candidatos kirchneristas, Walter Barrionuevo y Carlos Daniel Snopek, que habían unificado sus boletas con la del Frente para la Victoria a nivel presidencial.
Morales se mantuvo en la presidencia del partido hasta la elección de Ernesto Sanz, que asumió el 13 de diciembre de 2009. Durante su período en el cargo, impulsó la formación del Acuerdo Cívico y Social (ACyS), con la Coalición Cívica ARI, encabezada por Elisa Carrió, el Partido Socialista y otras fuerzas de centroizquierda. El ACyS estuvo muy cerca de ser la fuerza más votada a nivel nacional contra el FpV en las elecciones legislativas de junio de 2009, aunque perdió aplastantemente en la provincia de Buenos Aires y en la Capital Federal ante la Propuesta Republicana de Mauricio Macri. Sin embargo, el notorio crecimiento electoral hizo que Morales fuera retratado como «arquitecto del resurgimiento del radicalismo», mientras que de todas formas las figuras presidenciables seguían siendo extrapartidarias: Elisa Carrió y el gobernador socialista de Santa Fe, Hermes Binner. El distanciamiento del vicepresidente Cobos del gobierno kirchnerista y sus posteriores intenciones de volver al partido influyeron mucho en el ascenso de Ernesto Sanz a la presidencia del radicalismo, siendo que Morales se consideraba contrario a un fortalecimiento interno del cobismo.

### Relación con los gobiernos del Frente para la Victoria
Como referente del radicalismo y como presidente de la Unión Cívica Radical, Morales demostró ser un crítico vocal tanto de la administración de Néstor Kirchner (2003-2007) como de la de su esposa, Cristina Fernández de Kirchner (2007-2015), defendiendo que la UCR mantuviera un papel opositor y rechazando tajantemente al sector de los «Radicales K». Desde su posición como senador, Morales denunció ante la justicia federal a los funcionarios del gobierno kirchnerista Julio De Vido, Ricardo Jaime, y Mariano Recalde, entre otros, acusándolos de mal desempeño de los deberes de funcionario público, y al jefe del Ejército, general César Milani, de enriquecimiento ilícito y de llevar adelante actividades de inteligencia desde el Edificio Libertador.
Morales ha tenido sonados enfrentamientos mediáticos con funcionarios y referentes del gobierno kirchnerista. En marzo de 2012, increpó duramente a Julio De Vido, entonces ministro de Planificación, acusándolo de ser responsable de la Tragedia de Once, siendo interrumpido por el senador Aníbal Fernández, que le solicitó no emitir «juicios de valor». En septiembre de 2013, protagonizó otro cruce con Mariano Recalde, entonces presidente de Aerolíneas Argentinas, durante una exposición ante el Senado, luego de que se difundiera un vídeo en el que este se refirería a los legisladores no kirchneristas de la comisión del Congreso de control de Aerolíneas como «zánganos». Morales respondió gritándole «cobarde e hipócrita» y le exigió disculpas por la agresión, a lo que Recalde respondería posteriormente ante la prensa, afirmando que Morales era «algo peor que un zángano». Morales respondió a su vez, acusando a Recalde de ser un cobarde por no haberle respondido directamente, refiriéndose a él directamente como delincuente, y afirmando que solicitaría una audiencia personal con él para exigirle nuevamente disculpas. Sin embargo, al día siguiente el propio Morales admitió haberse excedido en sus declaraciones, aunque declaró que solo lo admitía con el fin de evitar un debate innecesario, y que de todas formas presentaría una denuncia contra Recalde por «incumplimiento de deberes de funcionario público», afirmando que había ocultado un pasivo de 750 millones de dólares durante su administración de Aerolíneas Argentinas, y acusando a la conducción de Recalde de tener un déficit de dos millones de dólares por día.

### Conflicto con la Organización Barrial Túpac Amaru
El kirchnerismo en Jujuy destacó por su estrecha alianza con la Organización Barrial Túpac Amaru, encabezada por la líder indigenista Milagro Sala. Desde 2009, Morales, como referente opositor en Jujuy, mantuvo un persistente conflicto con la organización y con la propia Sala, ocasionalmente ubicándola en el centro de sus críticas al kirchnerismo, en ocasiones por encima de los gobiernos provinciales de Fellner y Barrionuevo. Durante los gobiernos kirchneristas, la Túpac Amaru utilizó recursos enviados por el estado provincial jujeño y el gobierno nacional para financiar la construcción de diversas infraestructuras en toda la provincia, yendo desde la construcción de viviendas hasta proporcionar educación y salud a los sectores más empobrecidos de la población. En su apogeo, la organización llegó a tener 150.000 afiliados, 4500 de ellos trabajando activamente. Morales numerosas veces ha acusado a la Túpac Amaru de manejar altas cantidades de dinero de manera «sospechosa» y que su funcionamiento constituye el accionar de un «estado paralelo», afirmando que la organización recurría frecuentemente a chantajes para manejar al gobierno provincial, y que cometía actos violentos en contra de la oposición. Asimismo, ha sido blanco de críticas consecuentes de parte de la organización, con Sala acusando al entonces senador de difundir información falsa en su contra, y de simplemente «victimizarse» para obtener rédito político.
El conflicto abierto entre Morales y Sala comenzó el 16 de octubre de 2009. Ese día, mientras se disponía a encabezar una charla sobre irregularidades financieras en el gobierno kirchnerista, así como exigir que entregara un informe sobre el dinero otorgado a la Túpac Amaru, Morales sufrió un escrache en el que se arrojaron huevos contra el grupo que lo acompañaba, entre los cuales se encontraba el Auditor General de la Nación, Leandro Despouy. Morales automáticamente denunció a Sala como responsable del ataque, aunque esta respondió que no se encontraba en la provincia al momento del hecho, y que en realidad podría tratarse de un autoatentado organizado por el radicalismo. Durante la siguiente sesión en el Senado, el 22 de octubre, fue presentado un pedido de repudio al escrache sufrido por Morales, que el kircherismo pensaba apoyar a su vez. Durante su intervención, sin embargo, Morales increpó públicamente al gobierno nacional, acusándolos financiar lo que él consideraba una «organización mafiosa». Las declaraciones del senador llevaron a que el bloque kirchnerista aceptara el pedido de informes, e incluso Guillermo Jenefes, senador oficialista y posteriormente vicegobernador, aceptó que las propias autoridades jujeñas estaban sufriendo presiones de parte de la Túpac Amaru, afirmando que los actos de violencia en contra de políticos oficialistas y opositores «no eran nada nuevo». Morales declaró que tanto Cristina Fernández de Kirchner como Néstor Kirchner y su hermana, Alicia Kirchner, entonces Ministra de Desarrollo Social, estaban implicados en las actividades de la Túpac Amaru, algo que fue negado enfáticamente por el oficialismo.
En 2011, Morales fue denunciado ante la Unidad de Información Financiera (UIF) por lavado de dinero por el incremento de su patrimonio en un 200% como presidente del bloque de la UCR presentó en el Senado, el pedido de investigación es sobre la base de su perfil patrimonial y financiero sobre enriquecimiento ilícito, lavado de dinero y la implementación de testaferros para el desarrollo de sus negocios personales. La denuncia fue emitida en una presentación realizada por una persona identificada como Verónica Costa, quien en el escrito se basó en declaraciones de Milagro Sala. Fue acusado, además, de tener punteros vinculados con el narcotráfico y la violencia política en Jujuy. En esta causa fue sobreseído el 4 de septiembre de 2014, por el juez federal Sergio Torres, quien expresó en los fundamentos de su sentencia que: «Se comprobó que el patrimonio del senador encuentra correlato con sus ingresos, no verificándose el enriquecimiento denunciado ni ningún aumento de activos o de bienes obtenidos de forma ilegítima durante la tarea que viene desempeñando en el Honorable Senado de la Nación». De acuerdo con el propio Gerardo Morales, esa acusación habría tenido origen en la tensión existente entre su partido y la dirigente de la Túpac Amaru, Milagro Sala.
En 2013, la Túpac Amaru pidió a la Justicia provincial que investigara si Morales había participado en obstruir la investigación de un ataque a balazos que sufrido por Sala, entonces candidata a diputada provincial por el kirchnerismo, el 21 de octubre de 2013. Según el fiscal Aldo Lozano, el ataque sufrido por la candidata a diputada provincial Milagro Sala, junto a un grupo de militantes de su sector, fue una emboscada que tuvo el objetivo de matarla, tras lo cual instó a la Justicia provincial a investigar a Morales. Sala responsabilizó a Morales por el intento de asesinato, asegurando que los autores materiales del ataque «son los mismos que pintan y ponen pasacalles para los radicales». En el mismo sentido se pronunció el fiscal que investigaba la causa, al confirmar que los atacantes están relacionados con algunos funcionarios municipales de la capital provincial (en manos del radicalismo) y eran utilizados como la mano de obra que usa para pintar paredes o pegar afiches de la UCR. En declaraciones al diario La Gaceta, el esposo de Milagro Sala afirmó que uno de los detenidos presta funciones en la municipalidad de la capital provincial y que Morales dio a conocer los nombres de los agresores antes de que se levantara el secreto de sumario por parte de la Justicia, situación que los habría alertado y habría permitido la fuga de la mayoría de ellos. La dirigente afirmaría más tarde que Morales habría pagado cuatro mil pesos a un grupo de agresores para que fueran a quemar la tumba de su padre. Morales descartó estas acusaciones y afirmó que el ataque sufrido por Sala se trató de una «pelea entre mafias» y no de un atentado.
Otros dirigentes políticos de Jujuy de diversas fuerzas, así como la propia Túpac Amaru, han acusado a Morales de politizar varios crímenes con el fin de relacionarlos con organización indigenista y, más indirectamente, con el kirchnerismo. Al mismo tiempo, sectores opositores a su gobierno han afirmado que la mayoría de las acciones tomadas por Morales en contra de la organización después de ganar la gobernación de Jujuy fueron motivadas por un supuesto deseo de «revancha política».

## Elecciones de 2015

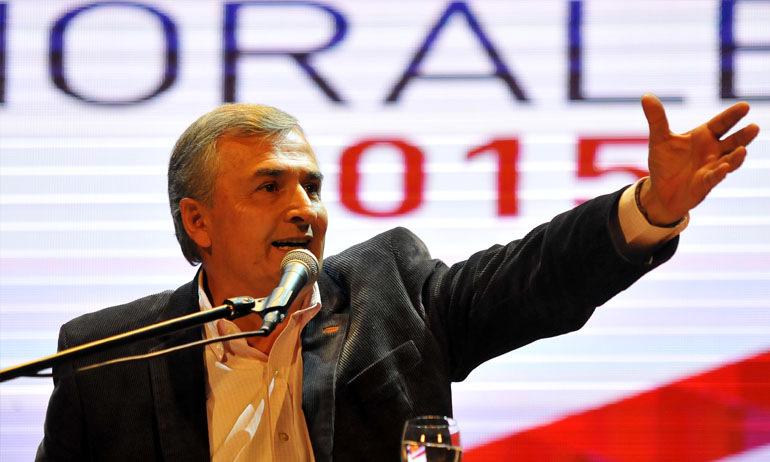
Morales anuncia su cuarta candidatura a gobernador por el Frente Cambia Jujuy, 27 de agosto de 2015.

Las negociaciones para un frente amplio opositor en Jujuy, que englobara a la mayor cantidad de fuerzas opositoras posibles y enfrentara al Frente para la Victoria (FpV) en las elecciones de 2015, comenzaron a finales de 2014 y concluyeron con el lanzamiento del "Frente Cambia Jujuy" el 1 de junio de 2015. Aunque a nivel nacional la UCR formaba parte de la coalición Cambiemos, con Propuesta Republicana (PRO) y la Coalición Cívica ARI, la alianza en realidad unificaba a toda la oposición al kirchnerismo, con excepción de la izquierda trotskista, incluyendo a las alianzas Unidos por una Nueva Alternativa (UNA), que posteriormente lideraría Sergio Massa, Progresistas, que presentaba a Margarita Stolbizer, y Compromiso Federal (CF), liderada por el gobernador de San Luis Adolfo Rodríguez Saá. Desde el momento de la fundación del frente, Morales surgía como el candidato natural a la gobernación jujeña. De cara a las elecciones primarias y obligatorias de agosto las cuatro alianzas nacionales que integraban la coalición jujeña presentaban siete precandidaturas presidenciales diferentes, el Frente Cambia Jujuy concurría unido con una interna de tres listas para la categoría de diputados nacionales. Jujuy no adhiere al sistema de primarias obligatorias para la categoría de gobernador o legisladores provinciales.
El 8 de agosto, un día antes de las primarias, Jorge Ariel Velázquez, un joven de veintiún años y militante radical, fue baleado por la espalda en la puerta de su casa y permaneció internado. La investigación policial mantuvo la hipótesis de que se trataba de un intento de robo fallido, pero Morales responsabilizó indirectamente a la administración de Fellner y acusó a la organización Túpac Amaru de haber cometido el atentado. El día después del atentado tuvieron lugar las primarias, en las cuales el FpV tuvo un desempeño pobre ante la oposición. Mientras que en la categoría de presidente, donde concurría unificado contra siete listas dispares, obtuvo la primera minoría de votos, las precandidaturas del Frente Cambia Jujuy obtuvieron un resonante triunfo en la categoría de diputados nacionales con el 50.40% de los votos, contra un 39.98% de la alianza oficialista. A pesar del crecimiento opositor y de los intentos de la dirigencia justicialista de convencer a Fellner de retirarse, el gobernador anunció su intención de presentarse a la reelección el 15 de agosto.

Resultado de las elecciones provinciales por departamento. En rojo, los departamentos ganados por Morales, y en celeste, aquellos en los que ganó Fellner.

Cuatro días más tarde, el 19 de agosto, Velázquez finalmente falleció tras once días internado y, tras volver a acusar a la Túpac Amaru y al gobierno de Fellner por permitirle manejarse con impunidad, Morales denunció posteriormente otra serie de hechos violentos como posibles atentados de la organización dirigida por Milagro Sala: el ataque al candidato radical a intendente de Libertador con gas pimienta, la destrucción del frente de la casa de una militante y la agresión contra el Auditor General de la Nación y también dirigente del radicalismo, Alejandro Nieva. Otros sectores de la oposición, ajenos al Frente Cambia Jujuy, como el dirigente sindical Carlos Santillán, acusarían a Morales y a su alianza de haber politizado la muerte de Velázquez para obtener un beneficio electoral, y a la UCR de no estar realmente interesada en esclarecer las circunstancias en las que se cometió el crimen.
Morales lanzó oficialmente su cuarta candidatura a gobernador el 27 de agosto, con la presencia de dirigentes de los partidos integrantes del Frente: el massista Carlos Haquim, que sería su candidato a vicegobernador, Isolda Calsina del partido provincial Libertad y Democracia Responsable, y Dago Pubzolu, del PRO. El acto estaba originalmente programado para el 19 de agosto, pero se suspendió por el fallecimiento de Velázquez, por quién pidió un minuto de silencio antes de comenzar su discurso. Morales describió al Frente Cambia Jujuy como una «mayoría silenciosa» y se comprometió a combatir la inseguridad, la corrupción, y lo que consideraba una situación en la que los jujeños no podía actuar con total libertad. Con respecto a los planes sociales y programas estatales encabezados por el gobierno de Fellner, Morales declaró que no los quitaría, sino que se limitaría a poner fin a lo que consideraba una fuerte impunidad con la que actuaban Sala y la Túpac Amaru.
Tras realizarse las elecciones, el 25 de octubre, Jujuy fue la primera provincia en presentar resultados provisionales la noche de los comicios. En lo que fue considerado por diversos medios nacionales como un resultado histórico, la fórmula Morales-Haquim obtuvo un aplastante triunfo con el 58.31% de los votos, seguido por el binomio Fellner-Jenefes con el 35.79%. Simultáneamente, el kirchnerismo perdió la mayoría en la legislatura provincial, con un empate técnico entre ambas coaliciones, quedando 24 de 48 escaños para cada una. El resultado marcó la primera derrota electoral del peronismo en Jujuy, que había ganado todas las elecciones gubernativas desde su irrupción en 1946 (exceptuando las realizadas durante la época de la proscripción, en 1958 y 1963, cuando se impuso de todas formas el voto en blanco como expresión del peronismo), así como la mayor victoria porcentual lograda por un candidato a gobernador jujeño desde la restauración de la democracia, superando el 57.53% logrado por Fellner tan solo en las elecciones anteriores. El gobernador saliente telefoneó a Morales para reconocer la derrota y felicitarlo tan pronto como se transmitieron los primeros cómputos, y emitió un mensaje anunciando que habría un cambio de gobierno sin problemas.
En los comicios presidenciales, realizados el mismo día, el resultado había establecido un escenario polarizado y parejo entre Mauricio Macri y Daniel Scioli, candidato oficialista, quedando Sergio Massa en tercer lugar, lo que condujo a la realización de una segunda vuelta electoral o balotaje el 22 de noviembre. Dado que la UCR integraba la coalición que postulaba a Macri, Morales anunció casi instantáneamente su apoyo al candidato, a pesar del hecho de que su victoria fue más bien posibilitada por la unificación de su boleta con la de las demás fórmulas. De hecho, casi un 70% de los votos de la suma de los opositores que habían apoyado a Morales provenían de Massa, siendo Jujuy la única provincia donde el tercer candidato más votado había logrado imponerse, relegando a Macri a un lejano tercer puesto detrás de él y Scioli. Mientras que Massa se había declarado nominalmente neutral de cara a la segunda vuelta, mostró, sin embargo, diversos signos de apoyo a Macri durante el último tramo de la campaña, y a inicios de noviembre otorgó su «autorización» para que Morales apoyara a Macri. Tras la realización del balotaje, Macri se impuso estrechamente ante Scioli con el 51.34% de los votos. Con el apoyo clave de Morales y las insinuaciones de Massa, Macri venció también en Jujuy con un 52.89%, siendo la única provincia del extremo norte argentino donde el Frente para la Victoria fue derrotado, incluyendo Corrientes, también gobernada por el radicalismo.
Morales anunció la composición de su gabinete el 27 de noviembre, y tomó posesión del cargo ante la Asamblea Legislativa el 10 de diciembre. El traspaso de mando implicó el primero entre dos gobernadores democráticos de distintas fuerzas políticas en la historia de la provincia, así como la primera vez desde la instalación del sufragio secreto en el país en que tres gobernadores elegidos (Walter Barrionuevo, Fellner y Morales) se sucedían en el cargo sin que se produjera una interrupción de su mandato.

## Gobernación de Jujuy

### Primer mandato

#### Medidas iniciales
Inmediatamente después de jurar el cargo, Morales decretó la convocatoria a una sesión extraordinaria de la Legislatura Provincial, enviando un paquete de veinte proyectos de ley para su aprobación, siendo estos aprobados en su totalidad. Para empezar, la Ley N.º 5880 del Boleto Estudiantil Gratuito Provincial, una de sus principales promesas de campaña. También se crearon seis nuevos municipios: Pampa Blanca, Yala, Aguas Calientes, San Antonio, Puesto Viejo y Maimará, mediante la Ley N.º 5881.  Las siguientes leyes aprobadas fueron: la Ley N.º 5882 de Promoción y Fomento de la Vitivinicultura Jujeña; Ley N.º 5883 Declaración de Emergencia en Infraestructura Educativa en la Provincia de Jujuy; Ley N.º 5884 Creación del Consejo de Planificación Estratégica de la provincia de Jujuy (COPEJ), Ley N.º 5885 de Creación de la Oficina Anticorrupción, Ley N.º 5886 de Derecho de Acceso a la Información Pública, Ley N.º 5887 Modificación de la Ley N.º 5153 de Ética Pública, Ley N.º 5889 del Cese de la Explotación de Petróleo en parque nacional Calilegua, Ley N.º 5890 de Estatización del Servicio de Agua Potable y Desagües Cloacales, Ley N.º 5891 de Transformación del Banco de Acción Social en Banco de Desarrollo, entre otras. Las medidas fueron rápidamente aprobadas con escasos votos en contra en una sesión legislativa que duró entre la mañana del 17 de diciembre de 2015 y la madrugada del 18. Con posterioridad al paquete de leyes, Morales propuso a la Legislatura un proyecto de reforma judicial. Entre otros puntos, se encontraba la ampliación de cinco a nueve el número de integrantes del Superior Tribunal de Justicia de la provincia. Dicha medida fue criticada por sectores opositores como un posible intento de disminuir la independencia judicial de la provincia en favor del nuevo gobierno, ya que la mayoría de las designaciones posteriores fueron sospechadas como afines a Morales.
El conflicto entre Morales y la Túpac Amaru se agravó notoriamente con su llegada a la gobernación, provocando temores de inestabilidad en la provincia tras la jura del primero en la jefatura del gobierno provincial. Luego de su victoria, Morales declaró que no realizaría persecuciones o confrontaciones contra nadie e invitó a todos los sectores a trabajar en favor de la provincia. Sin embargo, anunció un «plan de transparencia» que incluía la bancarización de los planes sociales, decretando la imposición de un plazo de un mes a las cooperativas para que identificaran a sus integrantes, bajo el alegato de que los «intermediarios» eran simplemente un medio para obtener ilícitamente dinero del gobierno. La Red de Organizaciones Sociales (ROS), de la que forma parte la Túpac Amaru, rechazó esto como un intento del estado provincial de anular los planes sociales o intervenir en su autonomía. En respuesta al anuncio, la Túpac Amaru junto a varias otras organizaciones realizaron una enorme manifestación, que se convirtió en una acampada permanente, en la Plaza Belgrano, frente a la casa de gobierno en San Salvador de Jujuy, a partir del 13 de diciembre. Considerando que se podían producir disturbios, Morales solicitó asistencia de la Gendarmería Nacional Argentina para reforzar la seguridad de la provincia. La Gendarmería envió un contingente de ciento cincuenta efectivos, pero en la madrugada del 14 de diciembre, mientras se dirigían a Jujuy atravesando Salta, uno de los tres colectivos en los que se transportaba a los gendarmes reventó un neumático y acabó desbancándose por un puente, falleciendo en el proceso cuarenta y tres de los ocupantes. Morales viajó a Salta ese mismo día para visitar a los sobrevivientes del accidente.
Tras retornar a Jujuy, Morales denunció que la Túpac Amaru poseía grupos armados, y que tanto él como funcionarios del nuevo gobierno recibían amenazas. Simultáneamente, el gobernador anunció nuevas multas a partir del 1 de enero de 2016, de 2000 pesos para quienes cortaran rutas, y de 6000 para quienes destruyeran edificios o usurparan propiedad privada. El decreto de Morales incluía que las dieciséis organizaciones que se manifestaban frente a la casa de gobierno, incluyendo la Túpac Amaru, tendrían hasta la medianoche del 14 de enero de 2016 para empadronarse ante el Plan de Regularización y Transparencia de Cooperativas y Beneficios Sociales. Morales declaró que la insistencia de las organizaciones en su accionar, así como la continuidad del acampe y el no empadronamiento, concluirían no solo con el fin de las transacciones monetarias a las organizaciones de parte del estado, sino también con la revocación de su personería jurídica. La respuesta de la Túpac Amaru fue acusar a Morales y al gobierno de Macri, mediante su cuenta de Twitter, de imponer «decretos de facto» y de actuar «de modo similar al de la dictadura», exigiendo un diálogo con el gobierno. Durante las siguientes semanas, ninguna de las dos partes manifestó intención de discutir sus posturas, e incluso Morales insistió en acusar a la Túpac Amaru de forzar mediante amenazas a varios de los manifestantes para que permanecieran en la plaza. A pesar de que previamente habían acusado de violencia a la organización indigenista y estaban en contra de varios de sus métodos, representantes de fuerzas de izquierda, como el MST o el FIT, se solidarizaron con la Túpac Amaru en el conflicto.

#### Detención de Milagro Sala

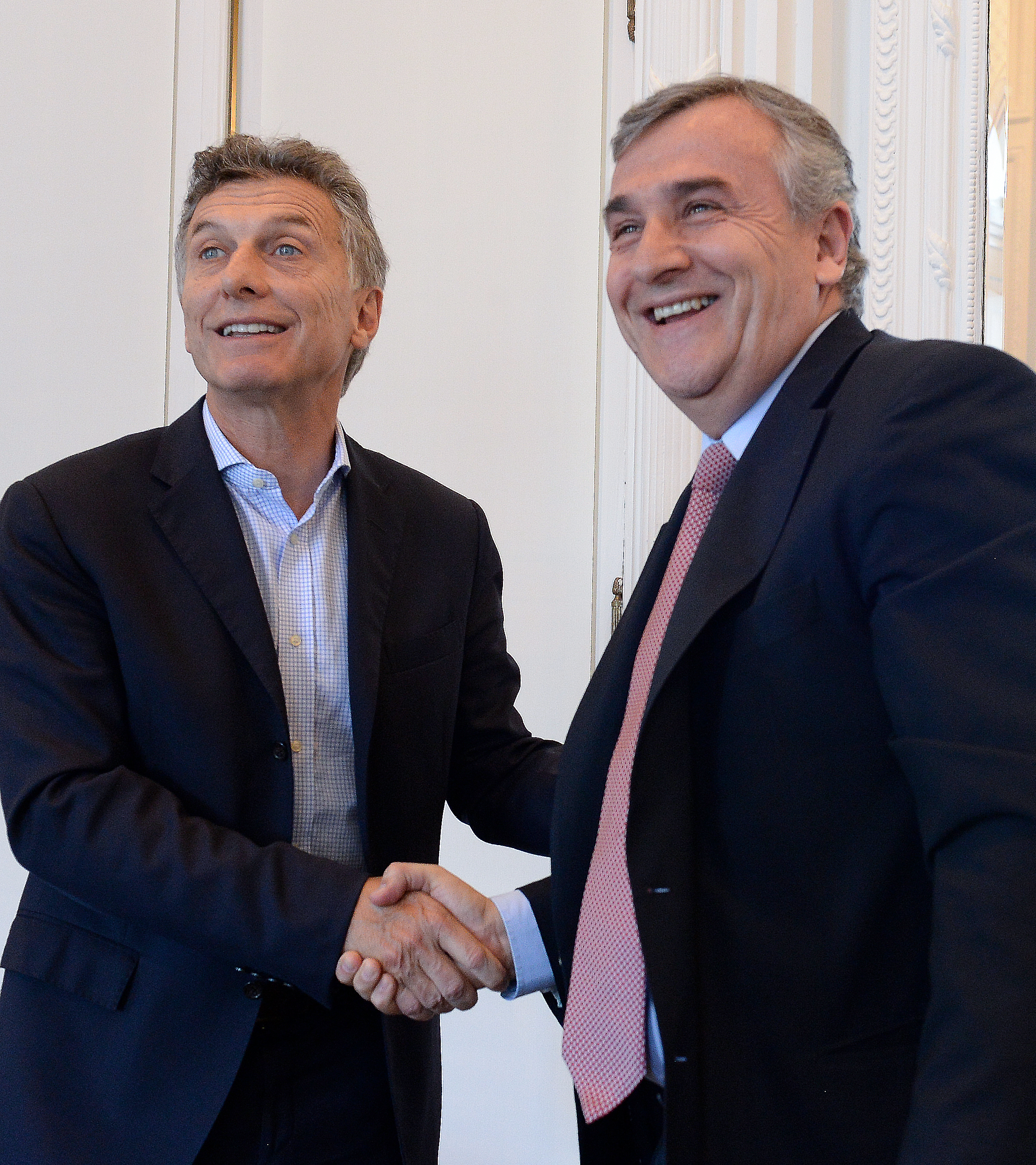
Morales junto a Mauricio Macri, a menos de un mes de asumir la gobernación.

Para el 13 de enero de 2016, aproximadamente la mitad de los grupos que constituían el acampe ya habían abandonado la manifestación y acatado el sistema propuesto por el gobierno, pero la Túpac Amaru y otros grupos continuaron con la protesta. Ante la continuidad del acampe, el 14 de enero de 2016 la personería jurídica de la Túpac Amaru quedó suspendida, lo que cerró sus cuentas bancarias automáticamente y se le impidió acceder a los programas sociales. Paralelamente, la justicia provincial jujeña imputó a Sala por «instigación a cometer delitos» y «tumultos», a lo que después se añadiría un cargo por «sedición».
Finalmente, el sábado 16 de enero de 2016, personal sin identificación de la policía provincial allanó la casa de Sala, quien fue detenida, sin la presencia de ningún funcionario judicial, aunque sí de funcionarios del Gobierno provincial, según relató su marido. Sala comenzó una huelga de hambre tras su detención. Los abogados de Sala solicitaron al juez Mercau un recurso de habeas corpus, que fue rechazado en primera instancia por el magistrado y en segunda instancia por la Cámara Federal de Salta. Posteriormente se presentaría un nuevo pedido de habeas corpus, que fue rechazado por un juzgado en primera instancia y que llegó a la Corte Suprema de Justicia de la Nación, pero ésta lo remitió a la Sala I de la Cámara del Crimen de la Ciudad de Buenos Aires, que a su vez (en enero de 2017) se declaró "incompetente" para entender en la causa que le había girado la Corte. Gastón Mercau, el juez a cargo de la causa, afirmó que no existían otras denuncias contra Sala. En la noche del miércoles 20 de enero de 2016, a pesar de estar imputada por delitos excarcelables, el mismo juez decidió su traslado a una cárcel de mujeres. El 29 de enero de 2016, el juez firmó la excarcelación por la causa por la que había sido detenida, pero determinó que seguiría detenida por las acusaciones posteriores a su detención.
La detención de Milagro Sala fue condenada internacionalmente. En julio de 2017, la Comisión Interamericana de Derechos Humanos (CIDH) otorgó una medida cautelar sobre este caso y solicitó al Gobierno de Mauricio Macri cumplir la opinión del Grupo de Trabajo sobre Detención Arbitraria, que «adopte las medidas necesarias para garantizar la vida e integridad personal» de Milagro Sala y que se «adopten medidas alternativas a la detención preventiva». El 5 de diciembre de 2017, la Corte Suprema de Justicia de la Nación Argentina reafirmó el fallo del Supremo Tribunal de Justicia de Jujuy, convalidando la prisión preventiva de Milagro Sala por existir riesgo de obstaculización del proceso en el que se le imputó la comisión de los delitos de asociación ilícita en carácter de jefa, fraude a la administración pública y extorsión. En enero de 2019, la Corte Suprema de la Nación ratificó la condena y la dejó firme. Ese mismo mes, Sala fue condenada, en primera instancia, a trece años de prisión, el Tribunal en lo Criminal N.º 3 de Jujuy, por fraude a la administración pública y extorsión en concurso real por el desvío de fondos de $60.000.000 del estado destinados a la construcción de viviendas sociales.

#### Relación con el gobierno de Mauricio Macri

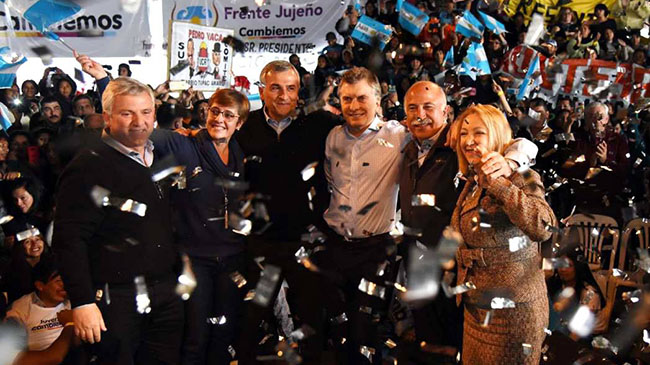
Morales y Macri junto a los candidatos a legisladores nacionales del oficialista Frente Cambia Jujuy: Mario Raymundo Fiad y Graciela Burgos, durante la campaña de las elecciones legislativas de medio término de 2017.

A pesar de haber pertenecido a un sector interno del radicalismo que había rechazado la coalición con la Propuesta Republicana (PRO) y estaba más inclinado a un frente con el Frente Renovador (FR), una vez concretadas las victorias de ambas fuerzas Morales mantuvo una política de estrechas relaciones con el gobierno de Mauricio Macri. Durante los primeros meses de su gobernación se giraron vía decreto fondos extra para la provincia por 1 260 millones de pesos. Jujuy es la cuarta provincia más beneficiada con estos giros anticipados, siendo uno de los gobernadores más beneficiados con los adelantos de fondos, junto con la macrista María Eugenia Vidal (3500 millones, más otros 10 mil para pagar aguinaldos en diciembre) y el radical Alfredo Cornejo (1800 millones). En junio y en septiembre de 2016, la provincia recibió nuevos envíos de fondos de parte del gobierno nacional, en concepto de adelanto de coparticipación, por un total de 1 050 millones de pesos.
Su relación con Macri durante los últimos meses del mandato fue polémicamente contradictoria. Mientras que defendió la permanencia de Macri en el gobierno y apoyó su posible reelección, así como llegó a definirlo como «un jujeño más», posteriormente realizaría críticas a su gestión presidencial, afirmando que resultaba difícil para el gobierno provincial convivir con un gobierno nacional que «creía más en el mercado que en el estado». Culpó también al asesor electoral de Macri, Jaime Durán Barba, de ser responsable de las sucesivas derrotas gubernativas del oficialismo en las elecciones provinciales de 2019. Sin embargo, describiría a Macri más tarde como «una gran persona» y rechazó las comparaciones constantes que sectores opositores establecían entre Macri y Fernando de la Rúa.
Después de la abrumadora derrota de Macri ante el peronista Alberto Fernández en las elecciones primarias de agosto de 2019, Morales, quien ya había sido reelegido en junio, descartó las denuncias de un supuesto fraude electoral cometido por el kirchnerismo postuladas por la diputada Elisa Carrió, aunque felicitó a Macri por haber pedido disculpas luego de que su cuestionado discurso del día posterior. Después de las elecciones generales, en las que Fernández resultó elegido presidente por un margen menor, Morales afirmó que el gobierno había sufrido una «derrota digna», se mostró conforme con el resultado legislativo de la coalición oficialista, y declaró que buscaría ayudar a construir «una oposición responsable».
A pesar de haberlo negado previamente, Morales admitió el 10 de noviembre de 2019 durante una entrevista que el adelanto electoral se dio principalmente para despegarse del gobierno de Macri y evitar una posible derrota electoral, similar a la sufrida por María Eugenia Vidal en la elección provincial bonaerense.

#### Controversia por los sucesos en Bolivia de noviembre de 2019
El 10 de noviembre de 2019, en medio de fuertes protestas, acusaciones de fraude electoral en las elecciones generales de octubre, y luego de que las Fuerzas Armadas «sugirieran» su renuncia, el presidente de Bolivia Evo Morales, del Movimiento al Socialismo (MAS), dimitió controvertidamente de su cargo. Las circunstancias en las que se produjo la renuncia llevó a que esta fuese catalogada de golpe de Estado por gobiernos, medios de comunicación e instituciones en toda América Latina. El presidente electo, Fernández, y su coalición, el Frente de Todos, condenaron los sucedido como un golpe, mientras que el oficialismo saliente se mostró dividido. Macri y el PRO cuestionaron que lo sucedido se tratara de un golpe de Estado, mientras que parte del partido de Morales, la Unión Cívica Radical, declaró que consideraba que la repentina renuncia era «preocupante» y el Comité Nacional emitió declaraciones condenatorias, aunque también acusó a Evo Morales de haber buscado «perpetuarse» en el poder. El propio Morales declaró el 11 de noviembre que consideraba lo ocurrido en Bolivia como un golpe de Estado, desmarcándose de las afirmaciones de Macri, y que si bien le parecía que Evo Morales había cometido violaciones constitucionales, eso no justificaría un quiebre institucional o una persecución política contra el gobierno renunciante.
Ese mismo día, el dirigente Juan Grabois, del Frente Patria Grande y figura del sector más izquierdista del Frente de Todos, declaró que sería necesario investigar una posible «participación» por parte del gobierno jujeño en la caída del gobierno del MAS en Bolivia. Grabois afirmó que Morales supuestamente habría dado «apoyo logístico» a la oposición boliviana, y que esto habría sido «con la venia» del gobierno de Macri. Morales respondió ese mismo día por Twitter, describiendo a Grabois como «un pelotudo importante», y acusó al dirigente de instigar a la violencia, descartando lo que consideraba «inventos». El 14 de noviembre, la diputada boliviana por el MAS Alicia Canqui Condori denunció públicamente que el gobierno jujeño estaba involucrado en una conspiración para derrocar a Evo Morales, en la que supuestamente estaría implicada Ivanka Trump, hija del presidente estadounidense Donald Trump, la cual había realizado una visita a la provincia dos meses atrás, en septiembre.

#### Reelección

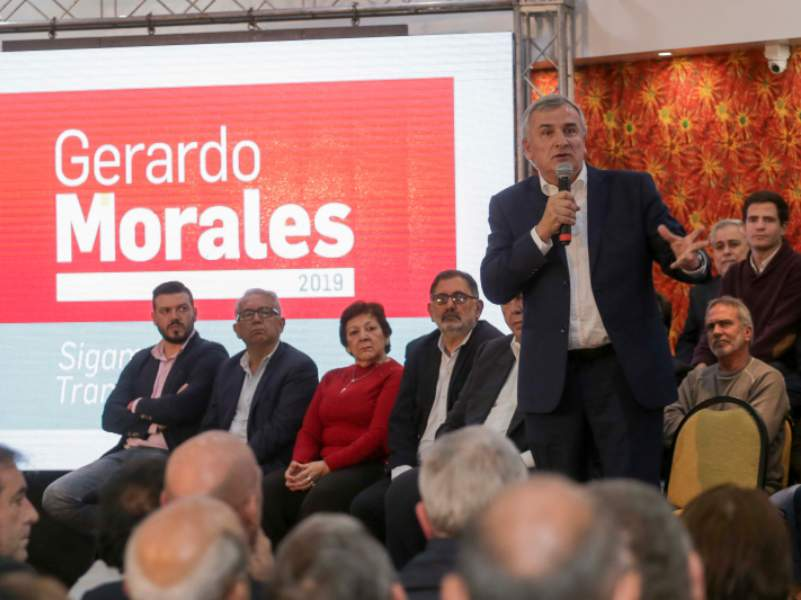
Morales durante su campaña de reelección, 27 de abril de 2019.

Morales confirmó su intención de buscar un segundo mandato en las elecciones provinciales venideras el 8 de octubre de 2018, durante una entrevista mientras recorría el complejo fotovoltaico Caucharí. Al momento del anuncio, el Partido Justicialista jujeño enfrentaba fuertes divisiones y no se conocía un candidato opositor coherente. A pesar de la precaria situación económica a nivel nacional, Morales seguía siendo popular y su frente político era más amplio que el armado de Cambiemos en el país. Después de confirmar su aspiración a un segundo mandato, Morales comenzó un proceso de distanciamiento con el gobierno de Macri, principalmente con fines electorales, afirmando no estar de acuerdo con numerosas medidas del gobierno nacional en ejercicio. El 21 de noviembre, Morales anunció que el vicegobernador Carlos Haquim, perteneciente al Frente Renovador, buscaría la reelección repitiendo fórmula con él. De cara a las elecciones, el Frente Cambia Jujuy llegó a totalizar hasta treinta y ocho formaciones políticas.
Durante la primera mitad del año 2019, se produjeron presiones del gobierno nacional a los gobiernos provinciales radicales que renovaban gobernación (Morales en Jujuy y Alfredo Cornejo en Mendoza, este último sin posibilidad de reelección) para que unificaran los comicios provinciales con las elecciones presidenciales, con el probable objetivo de traccionar votos entre ambas fuerzas. Sin embargo, la difícil situación política en las dos fuerzas mayoritarias (el oficialismo y el peronismo dividido) llevó a que la mayoría de los gobernadores en ejercicio desdoblaran los comicios provinciales de los nacionales. Morales declaró en febrero de 2019 que durante el siguiente mes el gobierno jujeño discutiría si las elecciones debían realizarse o no al mismo tiempo que los comicios nacionales. El 7 de marzo, finalmente, Morales confirmó que los comicios se desdoblarían y firmó el decreto respectivo al día siguiente, convocando a los comicios para el domingo 9 de junio. Morales negó enfáticamente que se tratara de un intento de distanciarse políticamente del gobierno de Macri, y afirmó que la decisión de desdoblar las elecciones se había tomado en acuerdo con la dirigencia de la coalición gobernante.
Desde el comienzo de la campaña Morales se enfrentó a una oposición desgastada y dividida, que se manifestó en numerosas candidaturas que afirmaban representar al peronismo o al kirchnerismo. Julio Ferreyra fue el candidato del Partido Justicialista (PJ), apoyado por una coalición de partidos políticos menores, el Frente Justicialista. Otro candidato destacado fue el Senador Nacional Guillermo Snopek, por el frente Juntos por Jujuy. Una facción del Frente Justicialista, encabezada por Vicente Casas, presentó su candidatura a su vez. El Partido por la Soberanía Popular (PSP), de Milagro Sala, disputó las elecciones con Paula Álvarez Carrera como candidata dentro de Unidad Ciudadana (UC), la alianza kirchnerista a nivel nacional. Alejandra Noemí Cejas se postuló a su vez por el peronista Frente Patriótico-Entre Todos.

Resultado de las elecciones provinciales por departamento. En rojo, los departamentos ganados por Morales, y en celeste, aquellos en los que ganó Ferreyra.

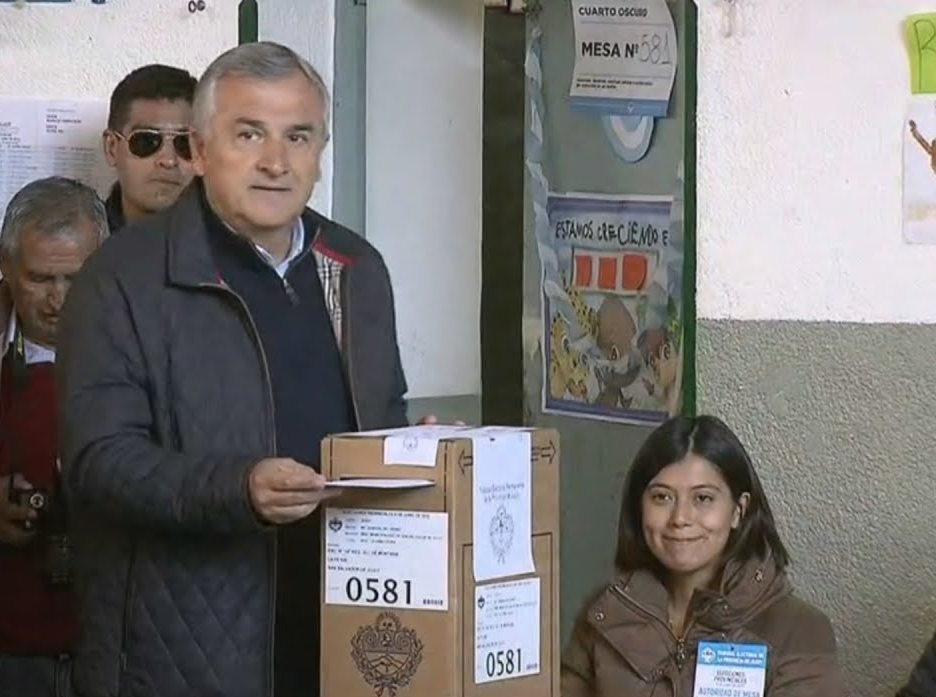
Morales emitiendo su voto en las elecciones provinciales del 9 de junio de 2019, en las cuales obtuvo la reelección.

Morales lanzó formalmente su campaña electoral el 12 de abril de 2019, realizando posteriormente actos el 27 de abril y el 7 de mayo, y otros numerosos pequeños actos de lanzamiento a nivel municipal, fortaleciendo a sus candidatos comunales. Morales destacó como uno de sus principales logros de gestión la mejora del sistema sanitario, con la restauración y construcción de quirófanos en toda la provincia, así como la lucha contra el narcotráfico y la mejora en el sistema de seguridad.
El gobierno inicialmente se mostró confiado en lograr una victoria holgada, sobre todo por la atomización del voto opositor en múltiples candidatos. Aunque Julio Ferreyra era visto como el favorito para ocupar el segundo puesto desde inicios de la campaña, era un dirigente relativamente desconocido y de escasa estructura política, por lo que parecía lejos de resultar competitivo, con aproximadamente un 20% de intención de voto. Sin embargo, durante los dos meses antes de las elecciones su imagen positiva ascendió sorpresivamente. Pocos días antes de las elecciones, la campaña se había polarizado entre Morales y Ferreyra.
Las últimas encuestas habían pronosticado una contienda ampliamente favorable a Morales quien, de acuerdo con los medios de comunicación locales, «aplastaría» a Ferreyra, Snopek y los demás candidatos con una diferencia cercana a los treinta puntos. Sin embargo, el escrutinio definitivo arrojó una victoria mucho más estrecha para el gobernador en ejercicio, con un 43,76% de los votos contra un sorpresivo 32,77% obtenido por Ferreyra, que logró capitalizar una gran cantidad del voto descontento con el gobierno. La sumatoria de las candidaturas que decían representar al peronismo hubiesen obtenido una estrecha ventaja sobre Morales con el 49,96% de los votos.
Si bien la caída de votos del oficialismo constituyó un ligero revés, de todas formas el Frente Cambia Jujuy logró retener el gobierno provincial y la mayoría de los gobiernos municipales que controlaba, conservar el cuórum en la Legislatura Provincial, e imponerse en más departamentos que en las anteriores elecciones. Morales celebró la victoria y dio las gracias al presidente Mauricio Macri.

#### Gabinete provincial
Gerardo Morales presentó la composición de su gabinete poco después de ganar las elecciones, el 27 de noviembre de 2015. Desde su juramentación, el mismo solo ha sufrido cuatro variaciones, en las categorías de Salud, con Gustavo Bouhid sucediendo a Mario Raymundo Fiad, en Hacienda y Finanzas, con Carlos Sadir sucediendo a Carlos Romeo Alfonso, en Cultura y Turismo, Federico Posadas y en Desarrollo Humano Natalia Sarapura remplazando a Ada Galfre.
| Ministerios del Gobierno de Gerardo Morales                   | Ministerios del Gobierno de Gerardo Morales                              | Ministerios del Gobierno de Gerardo Morales                                                                              |
| Cartera                                                       | Titular                                                                  | Período |
| ------------------------------------------------------------- | ------------------------------------------------------------------------ | --- |
| Ministerio de Gobierno y Justicia                             | Oscar Agustín Perassi Normando Álvarez García                            | 10 de diciembre de 2015- marzo 2022 marzo de 2022-actualidad                                                             |
| Ministerio de Salud                                           | Mario Raymundo Fiad Gustavo Bouhid Antonio Buljubasich                   | 10 de diciembre de 2015-12 de julio de 2017 12 de julio de 2017-5 de diciembre de 2021 5 de diciembre de 2021-actualidad |
| Ministerio de Desarrollo Económico y Producción               | Juan Carlos Abud Robles Exequiel Lello Ivacevich Juan Carlos Abud Robles | 10 de diciembre de 2015-10 de diciembre de 2019 10 de diciembre de 2019- noviembre de 2022 noviembre de 2022-actualidad  |
| Ministerio de Infraestructura, Servicios Públicos y Viviendas | Jorge Raul Rizzotti                                                      | 10 de diciembre de 2015-actualidad                                                                                       |
| Ministerio de Desarrollo Humano                               | Ada Cecilia Galfre Natalia Sarapura Alejandra Martínez                   | 10 de diciembre de 2015-30 de enero de 2019 30 de enero de 2019- noviembre de 2022 noviembre de 2022-actualidad          |
| Ministerio de Trabajo y Empleo                                | Jorge Isaac Cabana Fusz Normando Álvarez García Gaspar Santillán         | 10 de diciembre de 2015- marzo de 2020 marzo de 2020- marzo de 2022 marzo de 2022-actualidad                             |
| Ministerio de Cultura y Turismo                               | Carlos Alberto Oehler Federico Posadas                                   | 10 de diciembre de 2015-18 de diciembre de 2017 18 de diciembre de 2017-actualidad                                       |
| Ministerio de Ambiente                                        | María Inés Zigaran                                                       | 10 de diciembre de 2015-actualidad                                                                                       |
| Ministerio de Seguridad                                       | Ekel Meyer Guillermo Corro                                               | 10 de diciembre de 2015-23 de diciembre de 2020 23 de diciembre de 2020-actualidad                                       |
| Ministerio de Hacienda y Finanzas                             | Carlos Romeo Alfonso Carlos Sadir                                        | 10 de diciembre de 2015-1 de abril de 2016 1 de abril de 2016-actualidad                                                 |
| Ministerio de Educación                                       | Isolda Calsina María Teresa Bovi Miriam Serrano                          | 10 de diciembre de 2015-18 de octubre de 2021 18 de octubre de 2021-28 de agosto de 2023 28 de agosto de 2023-actualidad |
| Secretarías del Gobierno de Gerardo Morales                   |                                                                          | |
| Cartera                                                       | Titular                                                                  | Período |
| Secretaria General de la Gobernación                          | Héctor Freddy Morales                                                    | 10 de diciembre de 2015-actualidad                                                                                       |
| Fiscal de Estado                                              | Mariano Miranda                                                          | 10 de diciembre de 2015-actualidad                                                                                       |

### Segundo mandato

#### Relación con el gobierno de Alberto Fernández

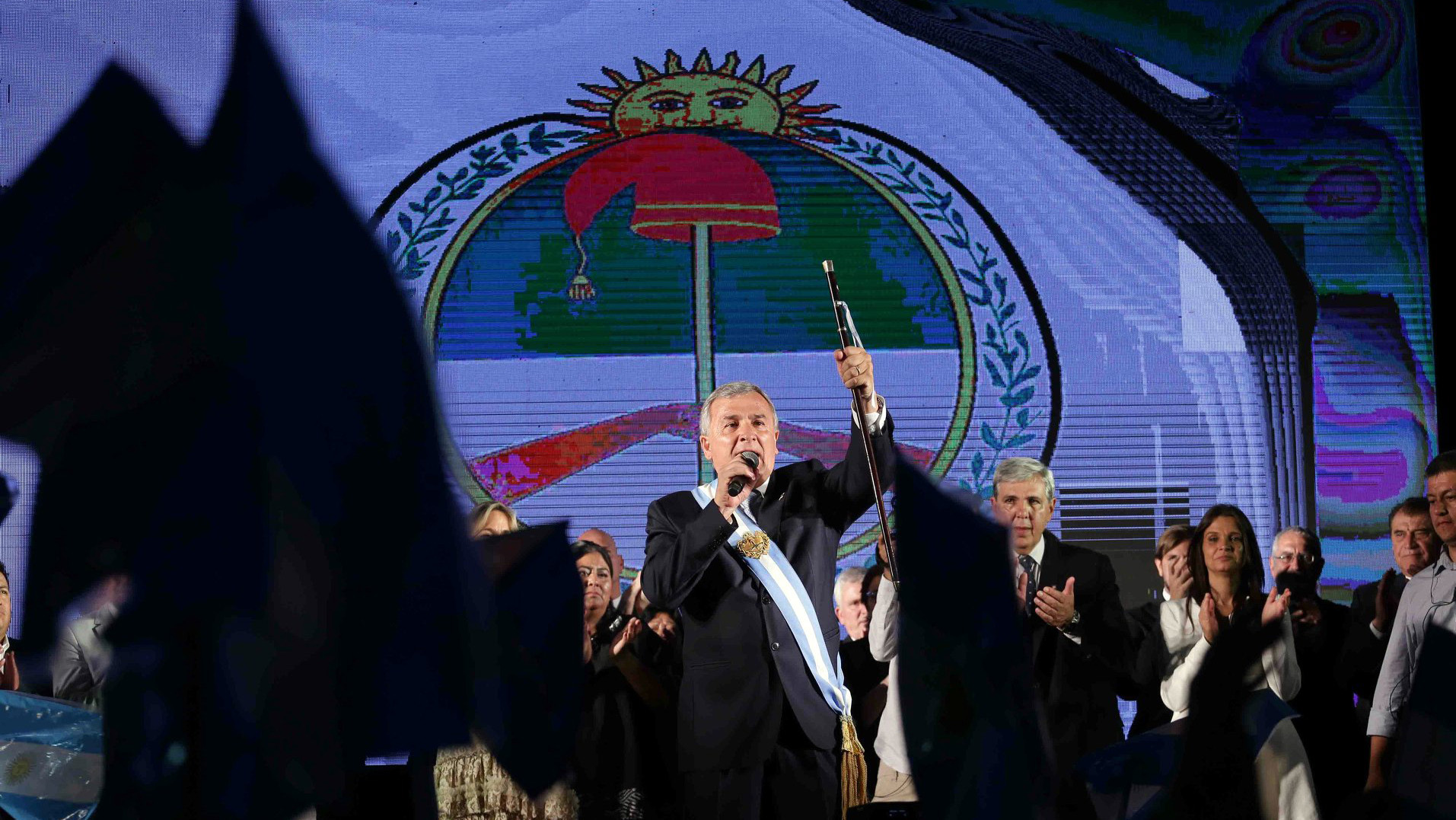
Morales asume su segundo mandato como gobernador de Jujuy, 10 de diciembre de 2019.

Morales asumió su segundo mandato al mando de la gobernación jujeña el martes 10 de diciembre de 2019, en una ceremonia en la Sala de Sesiones de la Legislatura Provincial, para luego jurar el cargo ante la población en el Salón de la Bandera. Ese mismo día, Morales estuvo presente en la asunción de Alberto Fernández como presidente de la Nación Argentina, luego de haber manifestado su intención de buscar un acercamiento con el nuevo gobierno. Su acto de juramentación fue acompañado por una «Marcha por la Paz» encabezada por sus partidarios en San Salvador de Jujuy hasta la Casa de Gobierno. Al momento de asumir, Morales dio un discurso en el que anunció que vendrían «los mejores cuatro años para la provincia», y afirmó que estaba totalmente de acuerdo con la agenda del recién asumido presidente.
Durante la siguiente semana, Morales mostró una actitud cada vez más favorable al gobierno de Fernández. Seis días después del traspaso de mando, el 16 de diciembre, Fernández se reunió con los tres gobernadores radicales: Morales, el correntino Gustavo Valdés, y el mendocino Rodolfo Suárez. Durante la misma, Fernández anticipó a los tres gobernadores los detalles de la Ley de Solidaridad y Reactivación Productiva que planeaba impulsar, así como la suspensión temporaria del acuerdo fiscal firmado por Macri con las provincias meses atrás. Finalizado el encuentro, Morales anunció que apoyaba el debate de la ley impulsada por el oficialismo y que esperaba que su partido diera el cuórum parlamentario para que este se tratara en el Congreso.

### Presidente de la Unión Cívica Radical (2021-2023)
Gerardo Morales fue elegido presidente del Comité UCR Nacional el 17 de diciembre de 2021, con Maria Luisa Storani —parlamentaria del Mercosur— como vicepresidenta primera, el senador nacional Martin Lousteau como vicepresidente segundo y Maria Canata como vicepresidenta tercera.
En su discurso, Morales afirmó que Juntos por el Cambio debía ser una fuerza de centro e incorporar a sectores peronistas como el del gobernador cordobés Juan Schiaretti, lo que no cayó bien a los radicales de Córdoba, y aseguró que JxC no debe incorporar a los libertarios como Javier Milei y José Luis Espert —una advertencia para el PRO ya que el expresidente Mauricio Macri y Patricia Bullrich pensaban sumarlos. «La incorporación de Javier Milei es un límite. No se puede mezclar todo» dijo Morales en cuanto a ese tema. También aseguró que el bloque de la UCR en diputados, dividido en dos hacía dos semanas (bloque UCR liderado por Mario Negri y el bloque UCR-Evolución liderado por el también cordobés Rodrigo de Loredo), volvería a ser uno.
Desde principios de 2022, Morales dejó en claro que “Macri no es mi jefe” y que no volvería a votar por él. En respuesta a comentarios acerca de su amistad con Sergio Massa, respondió «Nadie me va a decir con quien tengo que hablar o juntarme», y dejó en claro que no habrá alianza con Massa, ya que éste está en el Kirchnerismo. Morales aclaró que Juntos por el Cambio no se quebrará.
En varias ocasiones durante 2022, Morales aclaró que buscaba ser presidente de la Nación en 2023 y se posicionó para eso, al igual que el neurocientifico y diputado nacional, Facundo Manes. El 2 de diciembre le propuso a Facundo Manes una interna abierta para marzo de 2023, para ver quien representaría al radicalismo en las PASO de Juntos por el Cambio, propuesta que posteriormente fue rechazada por Manes.
El 15 de marzo de 2023, Morales lanzó su candidatura a presidente. En aquel acto dijo que ya era tiempo que "Cristina se vaya a su casa" y mencionó que luchará contra el narcotráfico y la pobreza.

#### Convencional Constituyente de Jujuy 2023
En las elecciones provinciales de Jujuy de 2023 también se eligieron convencionales constituyentes para la nueva Constitución de la provincia. Gerardo Morales fue elegido para presidir la convención.

#### Precandidato a vicepresidente 2023
Morales finalmente bajó su precandidatura a presidente para acompañar a Horacio Rodríguez Larreta como su candidato a vicepresidente en las elecciones primarias de Argentina de 2023 dentro de Juntos por el Cambio, siendo finalmente derrotados por la fórmula Patricia Bullrich - Luis Petri.
El 15 de diciembre de 2023, tras el fin de su mandato, fue reemplazado como presidente del partido por Martín Lousteau.

## Carrera posterior
Morales eligió como su sucesor a Carlos Sadir, quien se impuso en las elecciones provinciales de 2023. 
El 5 de enero de 2024, dos hombres (Nahuel Morandini y Humberto Villegas) fueron detenidos a partir de una denuncia de Tulia Snopek, cónyuge de Morales, por hacer chistes en redes sociales sobre su supuesta infidelidad. La denuncia fue por "lesiones psicológicas" y "alteración de la identidad de una menor", refiriéndose a la hija de Snopek. El 26 de enero el juez Pablo Llermanos libró, además, una orden de detención contra la arquitecta Lucía González, acusada de los mismos delitos por hablar sobre la infidelidad de Snopek en un grupo de WhatsApp; sin embargo, no fue encarcelada por encontrarse en el exterior. Morandini denunció malos tratos en la cárcel, algo que fue negado por el Servicio Penitenciario.
Al 24 de febrero, ambos permanecían en prisión preventiva. La esposa de Morandini habló con medios nacionales, a pesar de que la querella había pedido mantener el proceso en "estricto secreto". Tras tomar estado público la causa, hubo críticas por parte de especialistas en Derecho, mientras que Sadir negó estar involucrado, a pesar de que el Concejo Provincial de la Mujer es querellante. Finalmente, el 26 de febrero se ordenó la liberación de los acusados hasta el juicio.